# Tony Nese
Anthony Nese, noto maggiormente con il ring name Tony Nese (Ridge, 6 agosto 1985), è un wrestler statunitense sotto contratto con la All Elite Wrestling.
È principalmente ricordato per i suoi trascorsi tra il 2016 e il 2021 nella WWE, dove ha vinto una volta il Cruiserweight Championship.

## Carriera

### Circuito indipendente (2005-2016)
Nese fece il debutto nel wrestling il 9 settembre 2005, lottando nella New York Wrestling Connection. Venne subito inserito nella Battle Royal valida per assegnare NYWC Interstate Championship, venendo eliminato. L'11 novembre 2005, avvenne il debutto sul ring in un incontro singolo con il ring name di Matt Maverick, perdendo contro Spyder. Il 17 dicembre 2005, ottenne quella che è considerata la sua prima vittoria di rilievo, vinse infatti un Triple Treath contro Spyder e Amazing Red. Nel corso degli anni, continuò a lottare negli show della ECWA senza grossi successi. Da ricordare la sua partecipazione all'edizione 2008 del Super 8 Tournament della East Coast Wrestling Association, dove sconfisse Rob Eckos al primo round, ma perse contro Aden Chambers in semifinale. In seguito a queste apparizioni venne contattato dalla Ring of Honor, dove combatté solo dei dark matches per tutto il 2009.
Tornò quindi a combattere in NYWC e nella Pro Wrestling Syndicate, con il suo vero nome, Anthony Nese appunto. Fu il primo a detenere il PWS Tri-State Championship ed ebbe una rivalità con Matt Hardy proprio per questa cintura. Sebbene nel primo incontro fu il campione a prevalere, il 9 novembre 2012 finì il suo regno in un match a tre. Il 12 ottobre 2013, circa un anno dopo, Nese mise a segno una vittoria contro Paul London che all'epoca deteneva il FWE Tri Borought Championship. Arrivarono i primi booking dalla Dragon Gate USA e per la Evolve, arrivò a sfidare Genki Horiguchi per l'Open the Brave Gate Championship, perdendo l'incontro. L'8 dicembre, vinse però il Family Wrestling Entertainment Openweight Grand Prix.
Il 14 settembre 2014, insieme a Caleb Konley conquistò l'Open the United Gate Championship dai Bravado Brothers (Harlem e Lancelot). La contesa era a tre e comprendeva anche AR Fox e Rich Swann. Nella Family Wrestling Entertainment, vinse insieme a Jigsaw l'FWE Tag Team Championship. Il regno fu molto breve, dato che il giorno seguente lo persero contro gli Young Bucks. Il 18 luglio 2015, ebbe un match contro John Morrison, ex WWE, perso da Nese.

### Total Nonstop Action Wrestling (2011-2012)
Fatta l'esperienza nei circuiti indipendenti, nel 2011 ricevette un ingaggio dalla Total Nonstop Action Wrestling (TNA), dove debuttò il 7 luglio prendendo parte allo X Division Showcase Tournament in un episodio di Impact. Fu subito eliminato in un match a tre da Jack Evans con la contesa che includeva anche Jesse Sorensen. Il 18 agosto, la TNA rese noto sul suo sito la firma ufficiale del contratto da parte di Nese. Nel Gauntlet Match valido per lo status di primo sfidante al titolo della X-Division venne eliminato quasi subito. Dopo un periodo di pausa dalle scene, prese parte ad un Best of Three Series contro Zema Ion, il cui vincitore avrebbe avuto accesso al PPV Genesis all'incontro per l'X-Division Championship. L'ultima apparizione di Nese in TNA fu il 22 marzo 2012 e il suo Fatal 4-Way contro Austin Aries, Kid Kash e Zema Ion finì in No-Contest. Con il suo rilascio del 17 maggio 2012, Nese lasciò la federazione di Orlando senza aver mai disputato un incontro singolo. Il licenziamento fu chiesto proprio dal wrestler, che voleva tornare a combattere nel circuito indipendenti per ricevere più booking e quindi maggior stipendio.

### WWE (2016-2021)

#### Rawe205 Live(2016-2018)
Nese venne annunciato nel 2016 come un partecipante del Cruiserweight Classic. Nel primo round del 23 giugno, Nese riuscì a battere Anthony Bennett. Tuttavia venne eliminato nel secondo round del 14 luglio da The Brian Kendrick. Il torneo venne infine vinto da T.J. Perkins che venne premiato con il Cruiserweight Championship.
Nonostante la sconfitta negli ottavi di finale nel Cruiserweight Classic, Nese fece il suo debutto nel roster di Raw il 26 settembre 2016, come membro della divisione dei pesi leggeri stabilendosi come un heel. Il 30 ottobre, a Hell in a Cell, Nese, Drew Gulak e Ariya Daivari vennero sconfitti da Cedric Alexander, Lince Dorado e Sin Cara. Il 20 novembre, nel Kick-off di Survivor Series, Nese, Drew Gulak e Ariya Daivari vennero sconfitti da Noam Dar, Rich Swann e TJ Perkins. Nella puntata di 205 Live del 14 marzo Nese partecipò ad Fatal 5-Way Elimination match che comprendeva anche Akira Tozawa, Austin Aries, The Brian Kendrick e TJ Perkins per determinare il contendente n°1 al Cruiserweight Championship di Neville a WrestleMania 33 ma venne eliminato. Nella puntata di 205 Live del 5 settembre Nese partecipò ad un Fatal 5-Way Elimination match che comprendeva anche Cedric Alexander, The Brian Kendrick, Enzo Amore e Gran Metalik per determinare il contendente n°1 al Cruiserweight Championship di Neville ma venne eliminato da Alexander. Nella puntata di Raw del 4 dicembre Nese partecipò ad un Fatal 4-Way match che includeva anche Cedric Alexander, Drew Gulak e Mustafa Ali per determinare uno dei due sfidanti che si sarebbero affrontati per determinare il nuovo contendente n°1 al Cruiserweight Championship di Enzo Amore ma il match venne vinto da Gulak. Nella puntata di 205 Live del 13 febbraio Nese venne pesantemente sconfitto da Drew Gulak negli ottavi di finale di un torneo per la riassegnazione del Cruiserweight Championship. Nella puntata di 205 Live del 24 aprile Nese prese parte ad un Gauntlet match per determinare il contendente n°1 al Cruiserweight Championship di Cedric Alexander ma venne eliminato da Drew Gulak. Il 27 aprile, alla Greatest Royal Rumble, Nese partecipò al Royal Rumble match a 50 uomini entrando col numero 10 ma venne eliminato da Kofi Kingston e Xavier Woods. Nella puntata di 205 Live del 17 ottobre Nese vinse un Fatal 5-Way match che comprendeva anche Cedric Alexander, Gran Metalik, Lio Rush e TJP, diventando il contendente n°1 al Cruiserweight Championship di Buddy Murphy. Nella puntata di 205 Live del 31 ottobre, però, Nese venne sconfitto da Mustafa Ali, perdendo dunque lo status di contendente n°1 al titolo dei pesi leggeri di Murphy.

#### Cruiserweight Champion (2019-2021)
Nella puntata di 205 Live del 29 gennaio Nese venne sospeso dal General Manager Drake Maverick per aver attaccato Noam Dar (kayfabe). Nese tornò poi nella puntata di 205 Live del 12 febbraio dove sconfisse Dar in un No Disqualification match. Nella puntata di 205 Live del 26 febbraio Nese sconfisse Kalisto nei quarti di finale di un torneo per determinare lo sfidante di Buddy Murphy per il Cruiserweight Championship a WrestleMania 35. Nella puntata di 205 Live del 12 marzo Nese sconfisse poi Drew Gulak nelle semifinali del torneo. Nella puntata di 205 Live del 19 marzo Nese sconfisse Cedric Alexander nella finale del torneo, ottenendo dunque la possibilità di sfidare Buddy Murphy a WrestleMania 35 per il Cruiserweight Championship. Il 7 aprile, nel Kick-off di WrestleMania 35, Nese sconfisse poi Murphy conquistando così il Cruiserweight Championship per la prima volta. Nella puntata di 205 Live del 9 aprile Nese difese con successo il titolo dei pesi leggeri contro Murphy nella rivincita di WrestleMania 35. Il 19 maggio, a Money in the Bank, Nese difese la cintura contro Ariya Daivari. Il 23 giugno, nel Kick-off di Stomping Grounds, Nese perse la cintura a favore di Drew Gulak in un Triple Threat match che includeva anche Akira Tozawa dopo 77 giorni di regno. Nella puntata di 205 Live del 25 giugno Nese sconfisse Akira Tozawa, diventando il contendente n°1 al Cruiserweight Championship di Drew Gulak. Il 14 luglio, nel Kick-off di Extreme Rules, Nese affrontò Gulak per il Cruiserweight Championship ma venne sconfitto. Nella puntata di 205 Live del 6 agosto Nese prese parte ad un Six-Pack Challenge match che comprendeva anche Akira Tozawa, Ariya Daivari, Gentleman Jack Gallagher, Kalisto e Oney Lorcan per determinare il contendente n°1 al Cruiserweight Championship di Drew Gulak ma il match venne vinto da Lorcan. Il 31 ottobre, a Crown Jewel, Nese partecipò ad una Battle Royal per determinare lo sfidante di AJ Styles per lo United States Championship più avanti nella serata ma venne eliminato da Erick Rowan. Nella puntata di NXT del 6 novembre Nese venne sconfitto da Angel Garza, perdendo inoltre il suo status di contendente n°1 all'NXT Cruiserweight Championship. Nella puntata di NXT del 22 aprile Nese venne sconfitto da Kushida nel primo turno del torneo per determinare il nuovo detentore ad interim dell'NXT Cruiserweight Championship. Nella puntata di NXT del 29 aprile Nese venne sconfitto da Drake Maverick nel secondo turno del torneo. Nella puntata di NXT del 13 maggio Nese venne sconfitto da Jake Atlas nel terzo turno del torneo. L'8 luglio, a NXT The Great American Bash, Nese venne sconfitto da Bronson Reed. Nella puntata di 205 Live del 13 novembre Nese partecipò ad un Fatal 5-Way match che comprendeva anche Ashante "Thee" Adonis, Ariya Daivari, August Grey e Curt Stallion per determinare il contendente n°1 all'NXT Cruiserweight Championship di Santos Escobar ma il match venne vinto da Stallion. Nella puntata di 205 Live del 22 gennaio Nese e Ariya Daivari vennero sconfitti da Timothy Thatcher e Tommaso Ciampa negli ottavi di finale del Dusty Rhodes Tag Team Classic.
Il 25 giugno 2021 Nese venne licenziato dalla WWE.

## Personaggio

### Mosse finali
- 450º splash – 2005-presente
- Pumphandle slam – 2016-2017
- Running knee strike su un avversario all'angolo – 2017-2021

### Soprannomi
- "The Premier Athlete"

## Titoli e riconoscimenti
- Dragon Gate
  - Open the United Gate Championship (1)[1] – con Caleb Konley e Trent Baretta
- Family Wrestling Entertainment
  - FWE Tag Team Championship (1) – con Jigsaw
  - Openweight Grand Prix (2013)
- Five Borough Wrestling
  - FBW Heavyweight Championship (1)
- International Wrestling Cartel
  - IWC Super Indy Championship (1)
- New York Wrestling Connection
  - NYWC Heavyweight Championship (2)
  - NYWC Fusion Championship (1)
  - NYWC Interstate Championship (1)
  - NYWC Tag Team Championship (1) – con Plazma
- Pro Wrestling Illustrated
  - 45º tra i 500 migliori wrestler singoli nella PWI 500 (2019)
- Pro Wrestling Syndicate
  - PWS Tri-State Championship (1)
- WWE
  - WWE Cruiserweight Championship (1)